# Водоп'янова Тетяна Михайлівна
Тетяна Михайлівна Водоп'я́нова (*13 липня 1947 року, селище Харанор) — педагог середньої освіти, учитель історії Черкаського гуманітарно-правового ліцею Черкаської міської ради Черкаської області, Заслужений вчитель України.

## Життєпис
Тетяна Михайлівна народилась 13 липня 1947 року в селищі Харанор Борзинського району Читинської області (сучасна територія Забайкальського району Забайкальського краю). У 1965-1967 роках працювала перемотчицею текстильного цеху на Черкаському шовковому комбінаті, у 1967—1968 роках — старша піонервожата у Черкаській загальноосвітній школі № 21, у 1969-1970 роках — старша піонервожата у Гончарівській загальноосвітній школі, у 1971—1972 роках — старша піонервожата в Уманській загальноосвітній школі № 7.
1972 року закінчила Київський державний університет імені Тараса Шевченка за спеціальністю «історія». Працювала методистом політмасового відділу Будинку піонерів і школярів міста Южно-Сахалінськ, у 1973—1975 роках — методист методичного кабінету Будинку піонерів і школярів міста Южно-Сахалінськ, у 1975—1978 роках — учитель історії Южно-Сахалінської школи № 23. 1985 року Тетяна Михайлівна переїхала до Черкас і почала працювати в школі № 3. 1993 року почала працювати у Черкаській загальноосвітній школі № 32, працювала також на посаді заступника директора. У 2000—2001 роках — учитель Черкаської спеціалізованої школи № 17, з 2001 року працює вчителем у Черкаському гуманітарно-правовому ліцеї.